# Mont Gurage
Pour les articles homonymes, voir Gurage.
Le mont Gurage (ou Guraghe, également appelé Asta Dega Terara) est une montagne d'Éthiopie, située dans la région des nations, nationalités et peuples du Sud.
Cette montagne se trouve dans la vallée du Grand Rift et s'élève à près de 1 000 m au-dessus de la vallée. Sur son flanc occidental s'écoule la rivière Bilate.